# Park-šuma Golubinjak
Park-šuma Golubinjak se nalazi na području krša vrlo blizu autoceste Rijeka – Zagreb u Gorskom kotaru na udaljenosti 1 km od središta Lokava. Prostire se na 51 hektara zaštićenog područja na nadmorskoj visini od 730 – 800 metara i 1954. godine proglašen je park-šumom.
Pješačke staze vode kroz šumu bukve, jele i smreke na kamenim blokovima.
Najimpozantnije drvo „Kraljica šume“ je divovska jela starosti od preko 250 godina, visinom od preko 35 m i širine u promjeru od 140 cm.
Posebno zanimljiv je i jedan otvor u stijeni koji nosi ime „Paklena vrata“. Mogu se naći i dvije špilje: Ledena i Golubinja špilja. 
Na samom ulazu u park nalazi se ugostiteljski objekt i dječje igralište.

## Fotografije
- dječje igralište na ulazu
- Kraljica šume
- Medveđi brlog
- Šuma na kamenim blokovima
- Pogled iz jednog od otvora špilje ledare
- Šuma na stjenama

## Vanjske poveznice
- gorskikotar.hr/park-suma-golubinjak